# Wakefield (Nowa Zelandia)
Wakefield – miasto w Nowej Zelandii, w północnej części Wyspy Południowej, w regionie Tasman. Według spisu ludności z 5 marca 2013 roku populacja miasta wynosiła 2103 mieszkańców. 
Wakiefield położone jest około 14 km na południowy zachód od Richmond. Przez miasto przepływa Waimea River.